# Jerzy Franciszek Kulczycki
Jerzy Franciszek Kulczycki herbu Sas (ur. 1640 w Kulczycach, zm. 20 lutego 1694 w Wiedniu) – tłumacz z języka tureckiego, dragoman Kompanii Handlu Wschodniego, dyplomata, żołnierz Jana Sobieskiego, posłaniec z oblężonego w 1683 r. Wiednia, założyciel jednej z pierwszych kawiarni w Wiedniu.

## Życiorys
Urodził się w Kulczycach koło Sambora – rodzinnej wsi atamana Piotra Konaszewicza-Sahajdacznego w ziemi przemyskiej. O jego dzieciństwie nic nie wiadomo. Sam uważał się za „rodowitego Polaka”, pochodzącego z „królewskiego polskiego wolnego miasta Sambora”. W ukraińskiej historiografii uważany jest za kozaka i Ukraińca. W Serbii bywa określany Serbem – gdyż z Serbii przybył do Wiednia – w Austrii natomiast przyjmuje się, że był Austriakiem polskiego pochodzenia. Dwa imiona, których używał wskazują, że był wyznania rzymskokatolickiego i jako wyznawca tego wyznania mieszkał w Wiedniu aż do śmierci. Najwłaściwszym byłoby wskazanie, że był obywatelem Rzeczypospolitej wyznania rzymskokatolickiego uważającym się za Polaka, a mającym ruskie (prawosławne) korzenie.
W młodości poznał język turecki i kulturę południowego sąsiada Rzeczypospolitej. Umiejętności te wykorzystywał, pracując jako tłumacz dla belgradzkiego oddziału austriackiej Wschodniej Kompanii Handlowej (niem. Orientalische Handelskompagnie), będącej stowarzyszeniem kupców wiedeńskich do handlu ze Wschodem. Dzięki zarobionym funduszom otworzył w Leopoldstadt własną firmę handlową.
W czasie oblężenia Wiednia w 1683 roku na ochotnika w towarzystwie Jerzego Michałowicza (prawdopodobnie polskiego jeńca, być może kolegi, którego wyciągnął z tureckiej niewoli), użył podstępu i w przebraniu żołnierza osmańskiego, podśpiewując pod nosem tureckie piosenki, 13 sierpnia przeszedł przez obóz wroga, wykradł się z miasta i skontaktował z księciem lotaryńskim Karolem V Leopoldem, którego odpowiedź zapowiadającą odsiecz zaniósł z powrotem obleganym. Wieści te odwiodły radę miasta od poddania się wielkiemu wezyrowi tureckiemu Kara Mustafie.
Po zwycięstwie Jana III Sobieskiego Kulczycki został uznany za bohatera przez mieszkańców miasta. Rada miejska nagrodziła go znaczną sumą pieniędzy (100 dukatów), otrzymał także dom na osiedlu Leopoldstadt. Król Jan Sobieski pozwolił mu wybrać jako nagrodę dowolną rzecz z obozu pokonanego nieprzyjaciela. Zadziwiając wszystkich, Kulczycki zdecydował się na 300 worków zawierających „dziwne ziarno”, które zwycięzcy zamierzali wyrzucić, uznawszy je za karmę dla wielbłądów. W workach tych znajdowały się zapasy kawy. 10 stycznia 1684 r. cesarz Leopold obdarzył go tytułem cesarskiego tłumacza języka tureckiego. Otrzymał także zwolnienie z podatków na 20 lat.
Powszechnie przypisuje mu się otwarcie pierwszej w Wiedniu – i jednej z pierwszych w Europie – kawiarni znanej jako „Dom Pod Błękitną Butelką” (Hof zur Blauen Flasche) na ulicy Schlossergassl obok katedry. W swym lokalu na pamiątkę zwycięstwa nad Turkami miał podawać gościom ciasteczka w kształcie półksiężyców, sam występując w tureckim stroju. Przypisuje mu się pomysł dosładzania kawy miodem, a przede wszystkim epokowy wynalazek doprawiania kawy mlekiem. Z innych źródeł wynika, że pierwszym właścicielem kawiarni w imperium Habsburgów był jednak od roku 1685 Ormianin Johannes Diodato (lub Johannes Theodat).

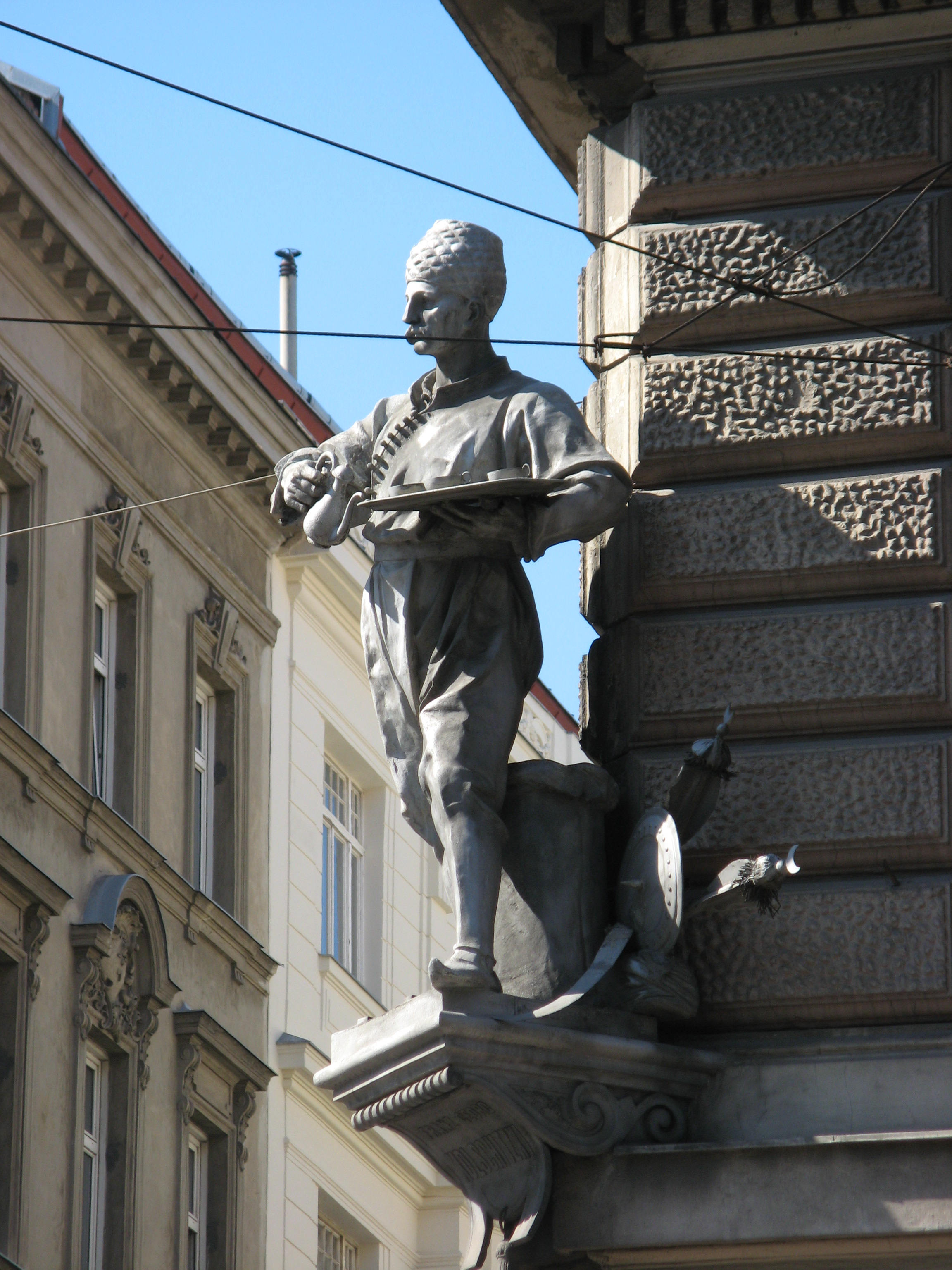
Pomnik na narożniku domu wyobrażający Kulczyckiego w stroju, w jakim podawał kawę (róg Favoritenstrasse i Kolschitzkygasse w Wiedniu)

Zygmunt Gloger opisał zwyczaj wiedeńskich właścicieli kawiarni świętujących w październiku Kolschitzky Fest, dekorując portretami Kulczyckiego okna swych lokali. W 1862 uczczono pamięć Kulczyckiego nadając jego imię jednej z ulic w Wiedniu. Trzy lata później, w 1865 roku właściciel kawiarni przy Kolschitzkygasse uhonorował patrona ulicy, wystawiając mu pomnik na narożniku domu. Dziś do tradycji Herr Kolschitzky’ego nawiązuje firma kawiarska Julius Meinl.
Zmarł na gruźlicę w Wiedniu 19 lub 20 lutego 1694 w wieku 54 lat w domu przy ulicy Domgasse, niedaleko katedry św. Szczepana, i został pochowany na cmentarzu przykatedralnym. Jego kawiarnia została zamknięta krótko po śmierci założyciela.
Wiadomo o istnieniu w czasach Kulczyckiego kawiarni w Paryżu, Londynie, Oksfordzie oraz w Bostonie.

## Upamiętnienia

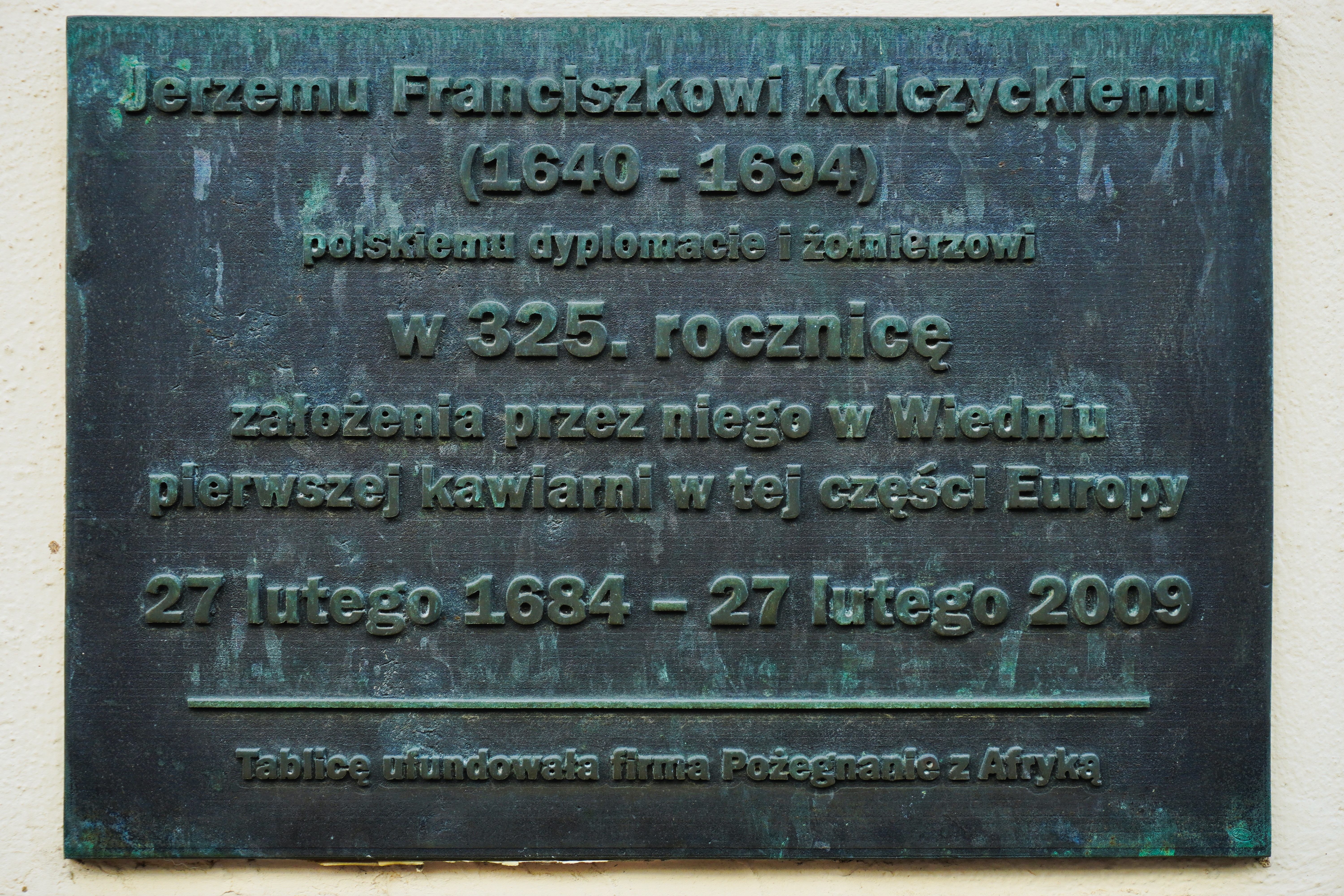
Tablica w elewacji kamienicy przy ul. św. Tomasza 21 w Krakowie (Kamienica Pod Wiewiórką), upamiętniająca Jerzego Franciszka Kulczyckiego

W 1998 roku, chcąc potrzymać tradycję swojego przodka, Tadeusz Kulczycki otworzył willę i restaurację, Villa Eva w Gdańsku, gdzie serwuje tradycyjnie podaną kawę Jerzego Franciszka Kulczyckiego.
W serii „Ślady polskie w Europie” Poczta Polska przedstawiła sylwetkę Jerzego Franciszka Kulczyckiego na znaczku o numerze katalogowym 4309, wprowadzonym do obiegu 16 listopada 2009, który miał upowszechnić jego postać.
22 października 2013 we Lwowie na Placu Daniela Halickiego odsłonięto pomnik Kulczyckiego.